# Bistum Taungngu
Das Bistum Taungngu (lat.: Dioecesis Tunguensis) ist eine in Myanmar gelegene römisch-katholische Diözese mit Sitz in Taungngu.

## Geschichte
Das Bistum Taungngu wurde am 27. November 1866 durch Papst Pius IX. aus Gebietsabtretungen des Apostolischen Vikariates Burma als Apostolisches Vikariat Ost-Burma errichtet. Am 27. April 1927 gab das Apostolische Vikariat Ost-Burma Teile seines Territoriums zur Gründung der Apostolischen Präfektur Kengtung ab. Das Apostolische Vikariat Ost-Burma wurde am 27. April 1927 in Apostolisches Vikariat Toungoo umbenannt.
Am 1. Januar 1955 wurde das Apostolische Vikariat Toungoo durch Papst Pius XII. mit der Apostolischen Konstitution Dum alterna zum Bistum erhoben und dem Erzbistum Yangon als Suffraganbistum unterstellt. Das Bistum Toungoo gab am 21. März 1961 Teile seines Territoriums zur Gründung des Bistums Taunggyi ab. Am 31. Juli 1996 wurde das Bistum Toungoo in Bistum Taungngu umbenannt. Das Bistum Taungngu wurde am 17. Januar 1998 dem Erzbistum Taunggyi als Suffraganbistum unterstellt.

## Ordinarien

### Apostolische Vikare von Ost-Burma
- Tancredi Conti, 1882–…
- Rocco Tornatore PIME, 1889–1908
- Vittorio Emanuele Sagrada PIME, 1908–1927

### Apostolische Vikare von Toungoo
- Vittorio Emanuele Sagrada PIME, 1927–1936
- Alfredo Lanfranconi PIME, 1937–1955

### Bischöfe von Toungoo
- Alfredo Lanfranconi PIME, 1955–1959
- Sebastian U Shwe Yauk, 1961–1988
- Isaac Danu, 1989–1996

### Bischöfe von Taungngu
- Isaac Danu, 1996–2023
- John Saw Gawdy, seit 2023